# تولید آئونی
تولید آئونی (انگلیسی: Aoni Production) کابوشیکی گایشا یک آژانس استعدادیابی ژاپنی است که تعداد زیادی از صداپیشه و سایر هنرمندان ژاپنی را نمایندگی می‌کند.